# Budos
Budos (prononcer [bydɔs] ; Budòs en gascon) est une commune du sud-ouest de la France, située dans le département de la Gironde en région Nouvelle-Aquitaine.
Ses habitants sont appelés les Budossais.

## Géographie

### Localisation
Commune de l'aire d'attraction de Bordeaux située à proximité du Ciron dans le vignoble des Graves et jouxtant le célèbre village viticole de Sauternes. Aujourd'hui, l'activité principale de ce village est la viticulture.
Budos est réputée pour son eau, car elle est une des plus grandes sources d'eau de la région, eau qui alimente tout le sud de la Communauté urbaine de Bordeaux par un aqueduc.
La commune se trouve  à 42 km au sud-est de Bordeaux, chef-lieu du département, à 14 km à l'ouest de Langon, chef-lieu d'arrondissement et à 15 km au sud de Podensac, ancien chef-lieu de canton.

### Communes limitrophes
Les communes limitrophes en sont Pujols-sur-Ciron au nord-nord-est, Bommes au nord-est, Sauternes à l'est, Léogeats au sud-est, Balizac au sud-ouest et Landiras de l'ouest au nord.
| Landiras |       | Pujols-sur-Ciron Bommes |
|          | Budos | Sauternes               |
| Balizac  |       | Léogeats                |

### Climat
Pour des articles plus généraux, voir Climat de la Nouvelle-Aquitaine et Climat de la Gironde.
Historiquement, la commune est exposée à un climat océanique aquitain.  
En 2020, Météo-France publie une typologie des climats de la France métropolitaine dans laquelle la commune est exposée à un climat océanique et est dans la région climatique  Aquitaine, Gascogne, caractérisée par une pluviométrie abondante au printemps, modérée en automne, un faible ensoleillement au printemps, un été chaud (19,5 °C), des vents faibles, des brouillards fréquents en automne et en hiver et des orages fréquents en été (15 à 20 jours).
Pour la période 1971-2000, la température annuelle moyenne est de 13,1 °C, avec une amplitude thermique annuelle de 15 °C. Le cumul annuel moyen de précipitations est de 880 mm, avec 11,8 jours de précipitations en janvier et 6,6 jours en juillet. Pour la période 1991-2020, la température moyenne annuelle observée sur la station météorologique la plus proche, située sur la commune de Sauternes à 3 km à vol d'oiseau, est de 13,9 °C et le cumul annuel moyen de précipitations est de 859,6 mm,. Pour l'avenir, les paramètres climatiques de la commune estimés pour 2050 selon différents scénarios d’émission de gaz à effet de serre sont consultables sur un site dédié publié par Météo-France en novembre 2022.

## Urbanisme

### Typologie
Au 1er janvier 2024, Budos est catégorisée commune rurale à habitat dispersé, selon la nouvelle grille communale de densité à sept niveaux définie par l'Insee en 2022.
Elle est située hors unité urbaine. Par ailleurs la commune fait partie de l'aire d'attraction de Bordeaux, dont elle est une commune de la couronne,. Cette aire, qui regroupe 275 communes, est catégorisée dans les aires de 700 000 habitants ou plus (hors Paris),.

### Occupation des sols

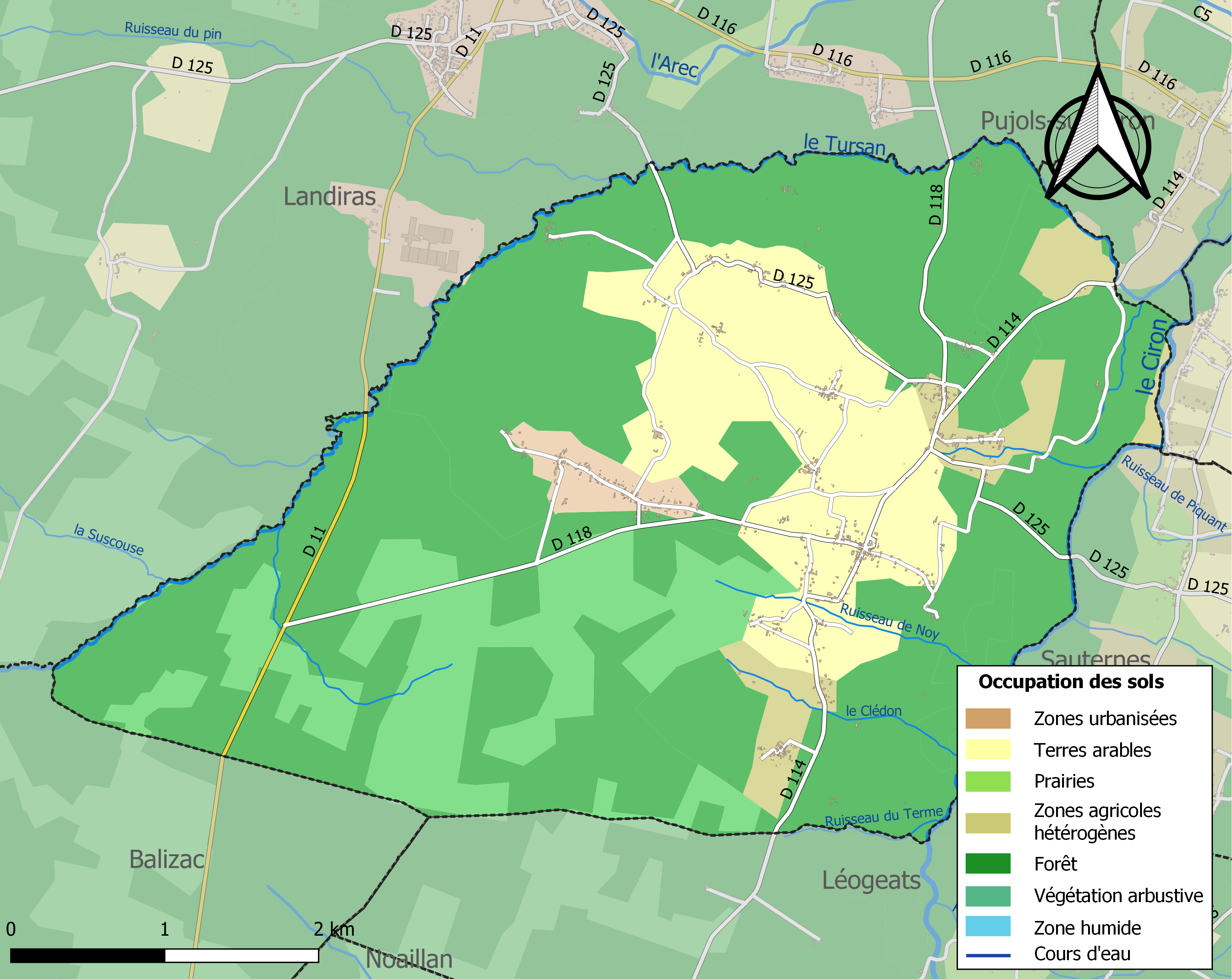
Carte des infrastructures et de l'occupation des sols de la commune en 2018 (CLC).

L'occupation des sols de la commune, telle qu'elle ressort de la base de données européenne d’occupation biophysique des sols Corine Land Cover (CLC), est marquée par l'importance des forêts et milieux semi-naturels (76,8 % en 2018), en augmentation par rapport à 1990 (75,1 %). La répartition détaillée en 2018 est la suivante : 
forêts (62,6 %), cultures permanentes (16,7 %), milieux à végétation arbustive et/ou herbacée (14,1 %), zones agricoles hétérogènes (4,8 %), zones urbanisées (1,7 %). L'évolution de l’occupation des sols de la commune et de ses infrastructures peut être observée sur les différentes représentations cartographiques du territoire : la carte de Cassini (XVIIIe siècle), la carte d'état-major (1820-1866) et les cartes ou photos aériennes de l'IGN pour la période actuelle (1950 à aujourd'hui).

### Voies de communication et transports
La commune est traversée, dans le bourg, par une route tronc commun des départementales D114 et D118, la première reliant Pujols-sur-Ciron au nord-est et Villandraut au sud, la seconde reliant Illats au nord et Balizac au sud-ouest. Au nord du bourg, la route départementale D125 mène vers le nord-ouest à Landiras  et vers l'est à Sauternes. Le territoire communal est également traversé, dans l'ouest, par la route départementale D11 qui relie Saint-Symphorien au sud-ouest à Landiras au nord-ouest puis Illats au nord (accès à l'autoroute A62).

L'accès le plus proche à l'autoroute A62 (Bordeaux-Toulouse) est celui de  2 Podensac distant de 11 km par la route vers le nord.

L'accès  1 Bazas à l'autoroute A65 (Langon-Pau) se situe à 21 km vers le sud-est.
La gare SNCF la plus proche est celle, distante de 9,5 km par la route vers le nord-est, de Preignac sur la ligne Bordeaux-Sète du TER Nouvelle-Aquitaine ; celle de Langon, offrant plus de trafic, se trouve à 13 km vers le nord-nord-est.

### Risques majeurs
Le territoire de la commune de Budos est vulnérable à différents aléas naturels : météorologiques (tempête, orage, neige, grand froid, canicule ou sécheresse), inondations, feux de forêts, mouvements de terrains et séisme (sismicité très faible). Un site publié par le BRGM permet d'évaluer simplement et rapidement les risques d'un bien localisé soit par son adresse soit par le numéro de sa parcelle.
Certaines parties du territoire communal sont susceptibles d’être affectées par le risque d’inondation par débordement de cours d'eau, notamment le Ciron et le Tursan. La commune a été reconnue en état de catastrophe naturelle au titre des dommages causés par les inondations et coulées de boue survenues en 1982, 1999, 2009, 2020 et 2021,.
Budos est exposée au risque de feu de forêt. Depuis le 20 avril 2016, les départements de la Gironde, des Landes et de Lot-et-Garonne disposent d’un règlement interdépartemental de protection de la forêt contre les incendies. Ce règlement vise à mieux prévenir les incendies de forêt, à faciliter les interventions des services et à limiter les conséquences, que ce soit par le débroussaillement, la limitation de l’apport du feu ou la réglementation des activités en forêt. Il définit en particulier cinq niveaux de vigilance croissants auxquels sont associés différentes mesures,.
Les mouvements de terrains susceptibles de se produire sur la commune sont des tassements différentiels.

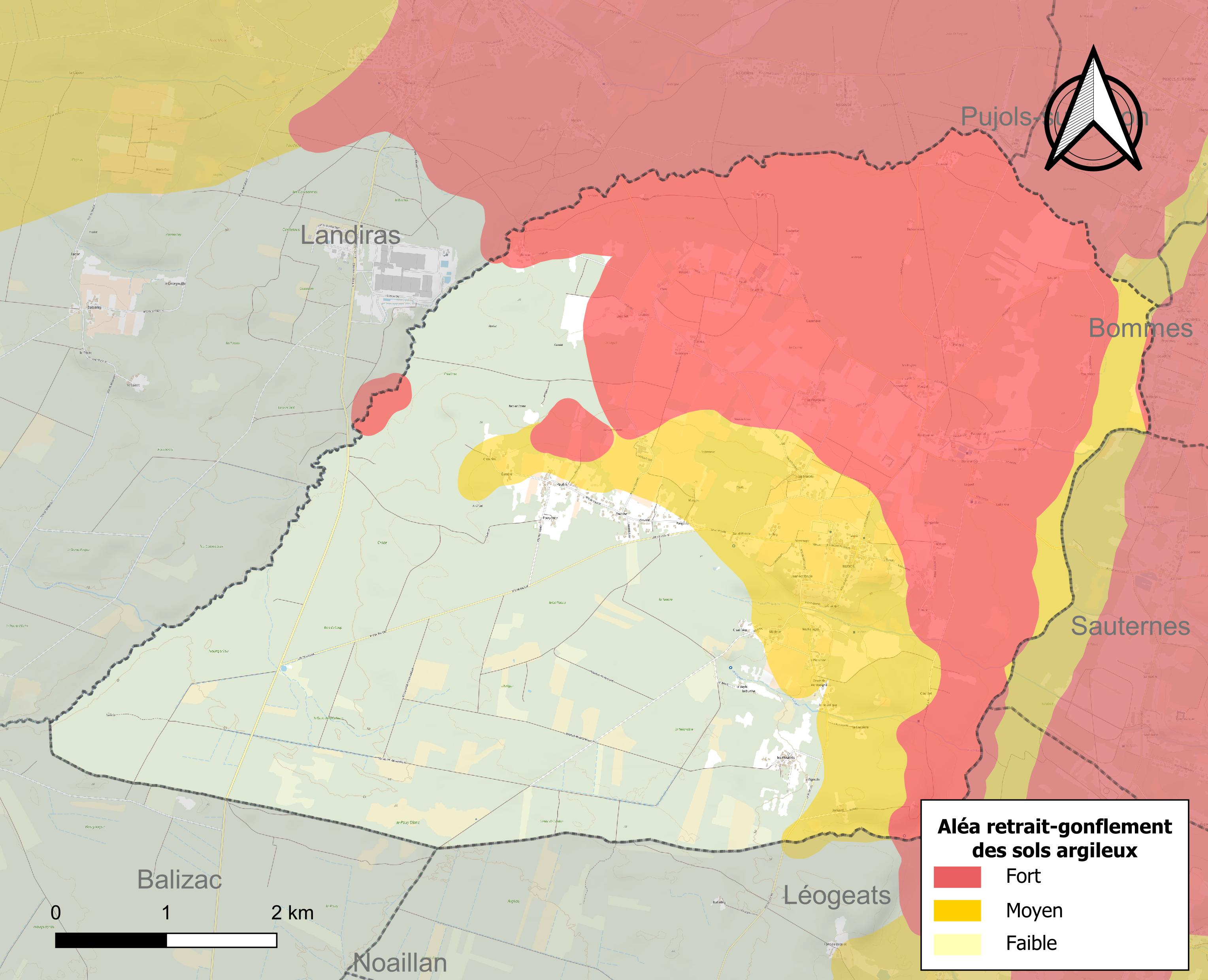
Carte des zones d'aléa retrait-gonflement des sols argileux de Budos.

Le retrait-gonflement des sols argileux est susceptible d'engendrer des dommages importants aux bâtiments en cas d’alternance de périodes de sécheresse et de pluie. 52,9 % de la superficie communale est en aléa moyen ou fort (67,4 % au niveau départemental et 48,5 % au niveau national). Sur les 375 bâtiments dénombrés sur la commune en 2019,  293 sont en aléa moyen ou fort, soit 78 %, à comparer aux 84 % au niveau départemental et 54 % au niveau national. Une cartographie de l'exposition du territoire national au retrait gonflement des sols argileux est disponible sur le site du BRGM,.
Par ailleurs, afin de mieux appréhender le risque d’affaissement de terrain, l'inventaire national des cavités souterraines permet de localiser celles situées sur la commune.
Concernant les mouvements de terrains, la commune a été reconnue en état de catastrophe naturelle au titre des dommages causés par la sécheresse en 1996, 2003, 2005 et 2011 et par des mouvements de terrain en 1999.

## Histoire

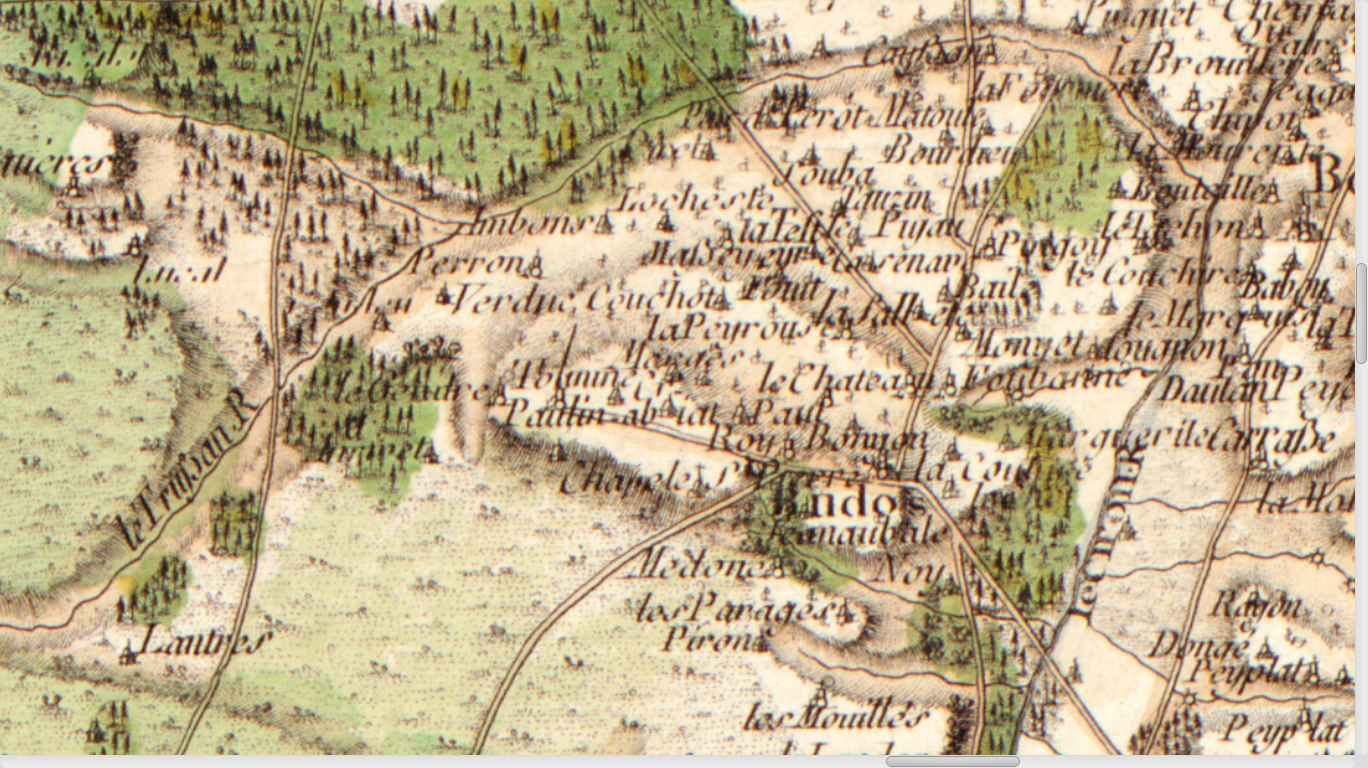
Toponymes sur la carte de Cassini, 1756

Au nord-ouest du bourg se trouve un tertre boisé, aux taillis touffus, le Tuco de la motte, de quarante mètres de diamètre à la base, qui domine la vallée du Tursan. Aucun indice ne permet de préciser s'il s'agit d'un tumulus protohistorique ou d'une motte féodale comme l'indique le toponyme.
Au Moyen Âge, l'histoire de Budos se confond avec celle de son château et de la seigneurie.
Pour l'état de la commune au XVIIIe siècle, voici ce que dit l'enquête de Jacques Baurein : 
Cette paroisse, composée d'environ deux cent feux, a un petit bourg situé sur la hauteur et quelques villages : Pinguoy, Perron, Cosson, Mouliés, Paulin, le Corpia et la Peyrouse, nommé de la sorte en raison de la qualité de son sol, qui est pierreux.
Le terrain est en général léger et sablonneux ; ses principales productions sont le blé, le vin et le millet. Ses habitants ne s'occupent que de la culture des terres. Il y a aussi un bois de pins et une lande d'environ dix‑huit cents journaux, qui appartient aux habitants.
Il y a, note J. Baurein, au pied du château, une fontaine remarquable, dont le cours est égal en toutes saisons, et dont l'eau coule avec assez d'abondance pour faire tourner, à peu de distance, un moulin à trois meules. Le ruisseau qu'elle forme va se jeter dans le Ciron. Sur un autre affluent du Ciron, le ruisseau de Tursan, se trouve un pont en bois qui permet la communication avec Bommes ; mais « ce pont n'est que pour les personnes à pied ou à cheval, et non pour les charrettes ».
Le courrier doit être adressé au bureau de poste de Preignac, route de Langon, par la voie de la grande Poste.
À la Révolution, la paroisse Saint-Romain de Budos forme la commune de Budos.
Au XIXe siècle, Rebsomen signale l'ancienne maison noble de Margaride et les sources de Fonbanne, célèbres pour leur eau abondante et limpide, « dont le débit est de 350 litres par seconde. Ces eaux sont amenées à Bordeaux, depuis 1887, par un aqueduc de 41 kilomètres de longueur ».
Juste avant le pont de la Magdelaine sur le Ciron, se trouvait une petite construction en ruines, sous les arbres et dans un coin très pittoresque : enceinte rectangulaire bâtie en belle pierre, appelée la chapelle de la Magdelaine..

## Héraldique
| Blason de {{{commune}}} | Blason  | Écartelé, au premier et au quatrième de gueules à la tour d'or ouverte, ajourée et maçonnée de sable, au deuxième et au troisième d'or aux trois barres d'azur. |
| Blason de {{{commune}}} | Détails | officiel, présent sur le internet de la commune |

## Politique et administration
source.
| Période      | Période   | Identité                  | Étiquette | Qualité                                                       |
| ------------ | --------- | ------------------------- | --------- | ------------------------------------------------------------- |
| 1870         | 1871      | Despagne                  |           |                                                               |
| 1871         | 1881      | Guillaume Batailley       |           |                                                               |
| janvier 1881 | mai 1881  | Camille Saint Blancard    |           |                                                               |
| mai 1881     | 1888      | Guillaume Batailley       |           |                                                               |
| 1888         | 1894      | Pierre Stanislas Despagne |           |                                                               |
| 1894         | 1904      | Arnaud Lacoste            |           |                                                               |
| 1904         | 1927      | Louis Bacque              |           |                                                               |
| 1927         | 1945      | Jean Despujols            | Droite    | Conseiller d'arrondissement du canton de Podensac (1936-1940) |
| 1945         | 1959      | Henri Verhille            |           |                                                               |
| 1959         | 1965      | Gilbert Courbin           |           |                                                               |
| 1965         | 1971      | Pierre Bernados           |           |                                                               |
| 1971         | 1983      | Jean Lantres              |           |                                                               |
| 1983         | 1985      | Bernard Pascaud           |           |                                                               |
| 1985         | 2001      | Bernadette Sainte Marie   |           |                                                               |
| mars 2001    | 2020      | Elie Zausa                |           | Agriculteur retraité                                          |
| 2020         | mars 2025 | Didier Charlot            |           |                                                               |
| 2025         | En cours  | Catherine Zausa           |           |                                                               |

## Démographie
L'évolution du nombre d'habitants est connue à travers les recensements de la population effectués dans la commune depuis 1793. Pour les communes de moins de 10 000 habitants, une enquête de recensement portant sur toute la population est réalisée tous les cinq ans, les populations de référence des années intermédiaires étant quant à elles estimées par interpolation ou extrapolation. Pour la commune, le premier recensement exhaustif entrant dans le cadre du nouveau dispositif a été réalisé en 2004.

En 2022, la commune comptait 826 habitants, en évolution de +5,9 % par rapport à 2016 (Gironde : +6,91 %, France hors Mayotte : +2,11 %).
| 1793 | 1800 | 1806 | 1821  | 1831 | 1836  | 1841  | 1846  | 1851  |
| ---- | ---- | ---- | ----- | ---- | ----- | ----- | ----- | ----- |
| 915  | 852  | 900  | 1 010 | 941  | 1 093 | 1 037 | 1 106 | 1 101 |

| 1856  | 1861  | 1866  | 1872 | 1876  | 1881 | 1886 | 1891 | 1896 |
| ----- | ----- | ----- | ---- | ----- | ---- | ---- | ---- | ---- |
| 1 047 | 1 023 | 1 018 | 981  | 1 002 | 975  | 955  | 880  | 803  |

| 1901 | 1906 | 1911 | 1921 | 1926 | 1931 | 1936 | 1946 | 1954 |
| ---- | ---- | ---- | ---- | ---- | ---- | ---- | ---- | ---- |
| 794  | 776  | 750  | 717  | 739  | 681  | 633  | 556  | 558  |

| 1962 | 1968 | 1975 | 1982 | 1990 | 1999 | 2004 | 2006 | 2009 |
| ---- | ---- | ---- | ---- | ---- | ---- | ---- | ---- | ---- |
| 573  | 531  | 491  | 548  | 666  | 629  | 652  | 676  | 706  |

| 2014 | 2019 | 2022 | - | - | - | - | - | - |
| ---- | ---- | ---- | - | - | - | - | - | - |
| 768  | 808  | 826  | - | - | - | - | - | - |

## Lieux et monuments

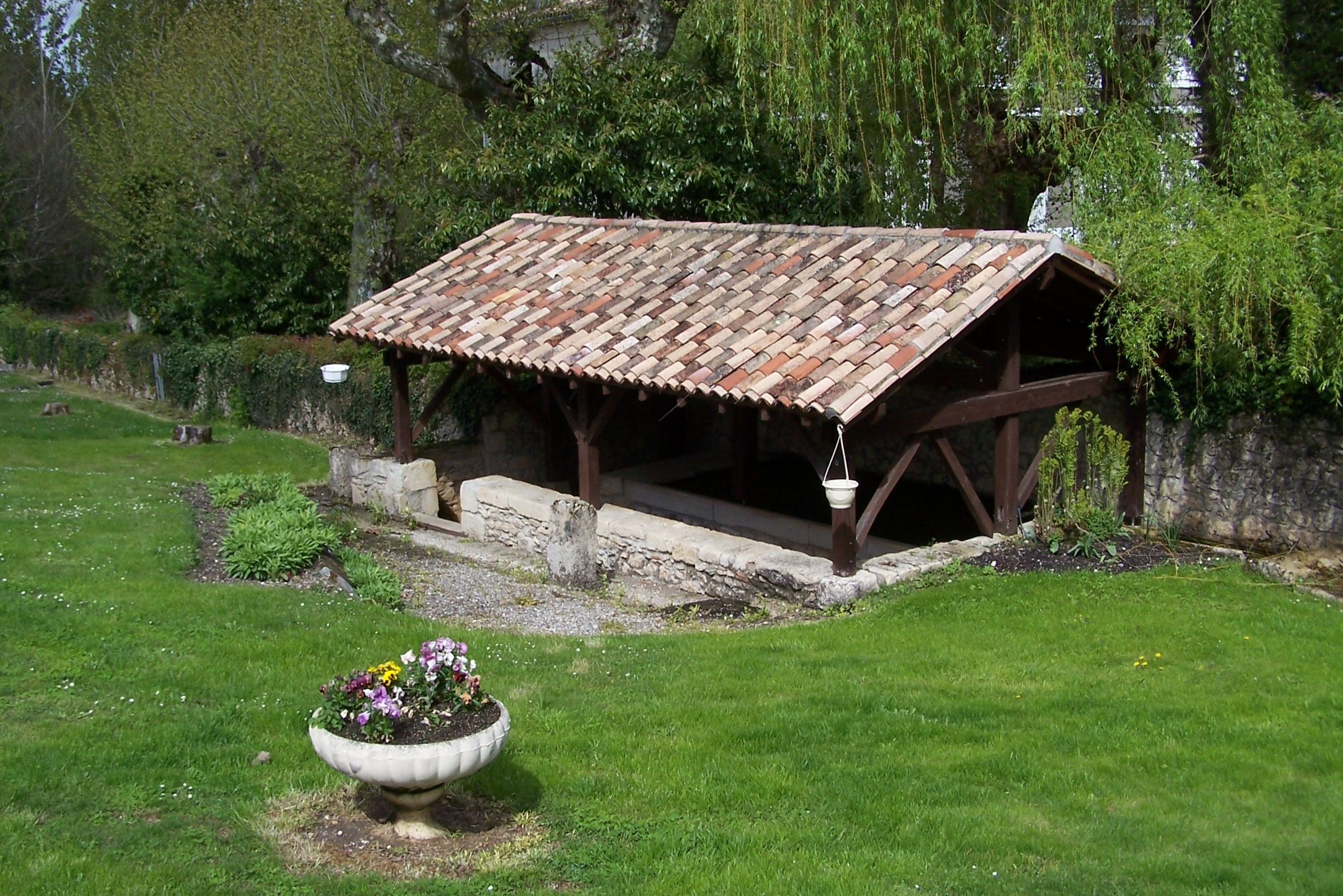
Lavoir du bourg.

- L'église Saint-Romain, d'origine romane, initialement construite au XIIe siècle, a été profondément modifiée au cours des siècles et ne conserve aujourd'hui que son chevet et une partie du chœur d'origine ; elle a été inscrite en tant que monument historique en 1986[33].
- Le château de Budos. Budos abrite les ruines d'un château fort du XIVe siècle, remanié au XVIe siècle. Celui-ci a été bâti par le neveu du pape Clément V, Raymond Guilhem de Budos, peu de temps après la construction du château de Villandraut, en 1305. Chaque année, des fêtes autour de différents thèmes sont organisées dans son enceinte.
- L'aqueduc de Budos a été réalisé entre 1886 et 1887 sous la direction de Wolff, ingénieur des Ponts et Chaussées et directeur des Eaux de la ville de Bordeaux. L’ouvrage, long de 41 kilomètres alimente Bordeaux avec plus de 20 % de ses besoins en eau potable.
- Le moulin du Batan (ou Battant)

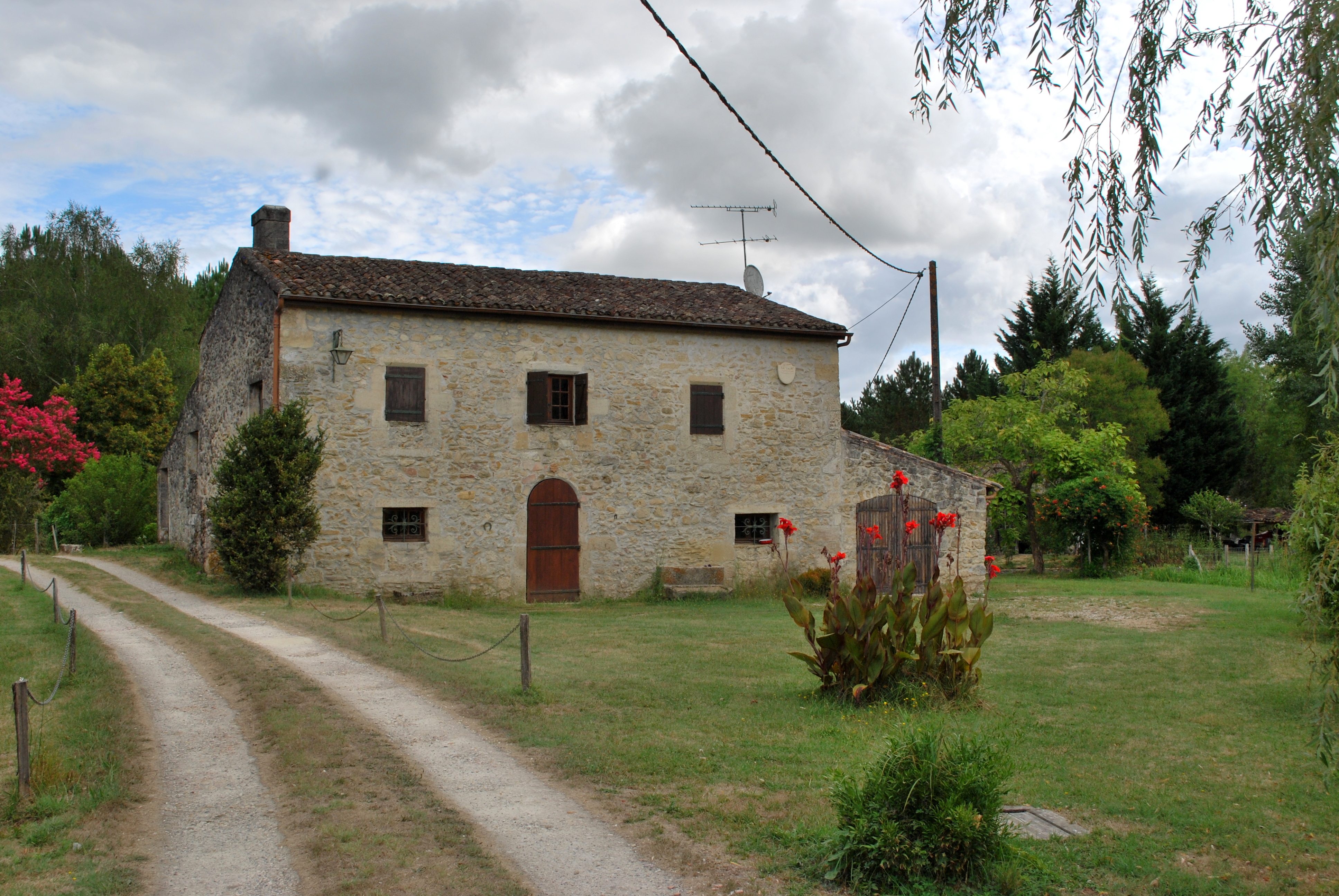
Le moulin du Batan.
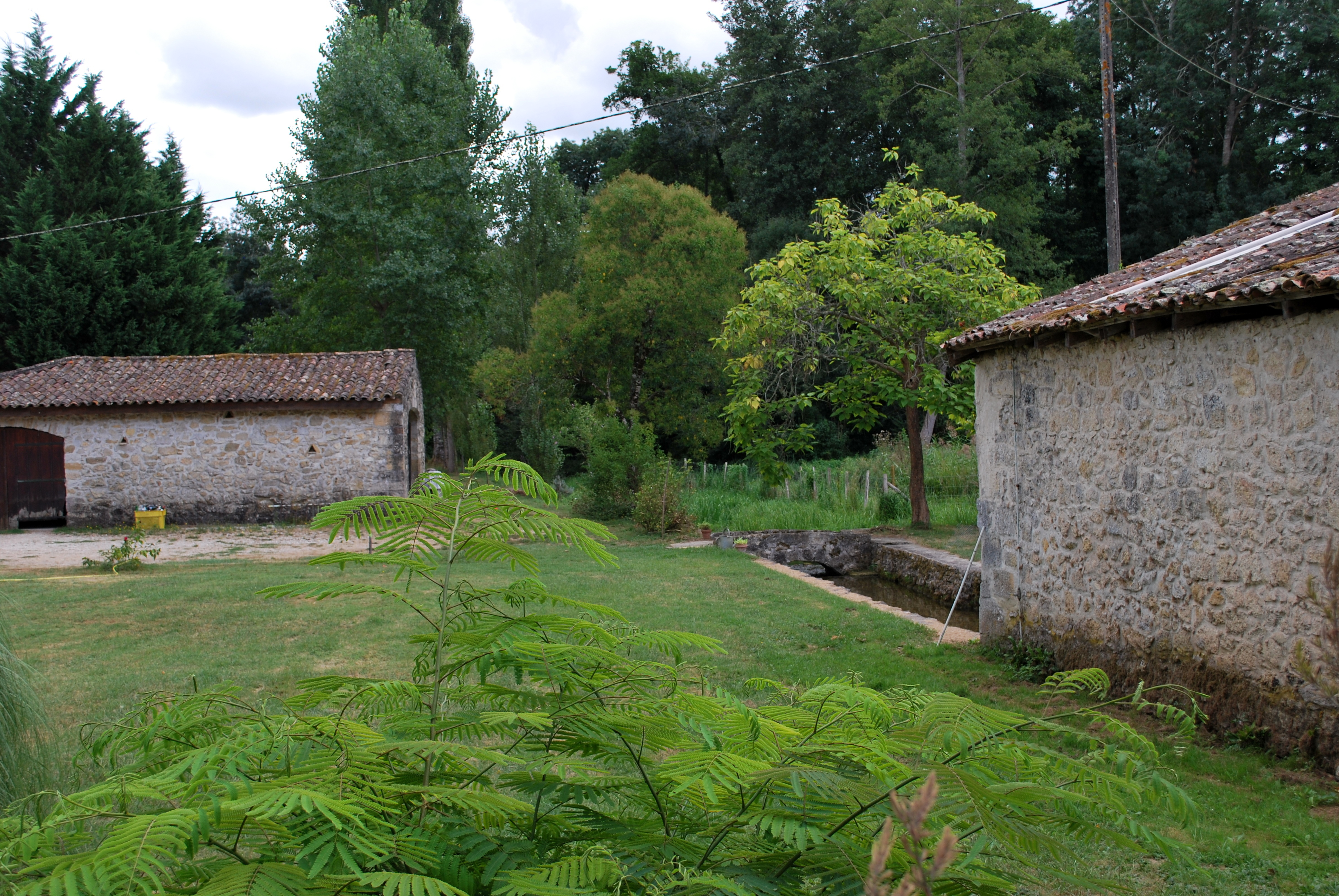
Le moulin et le canal dit l'Eau-Belle.
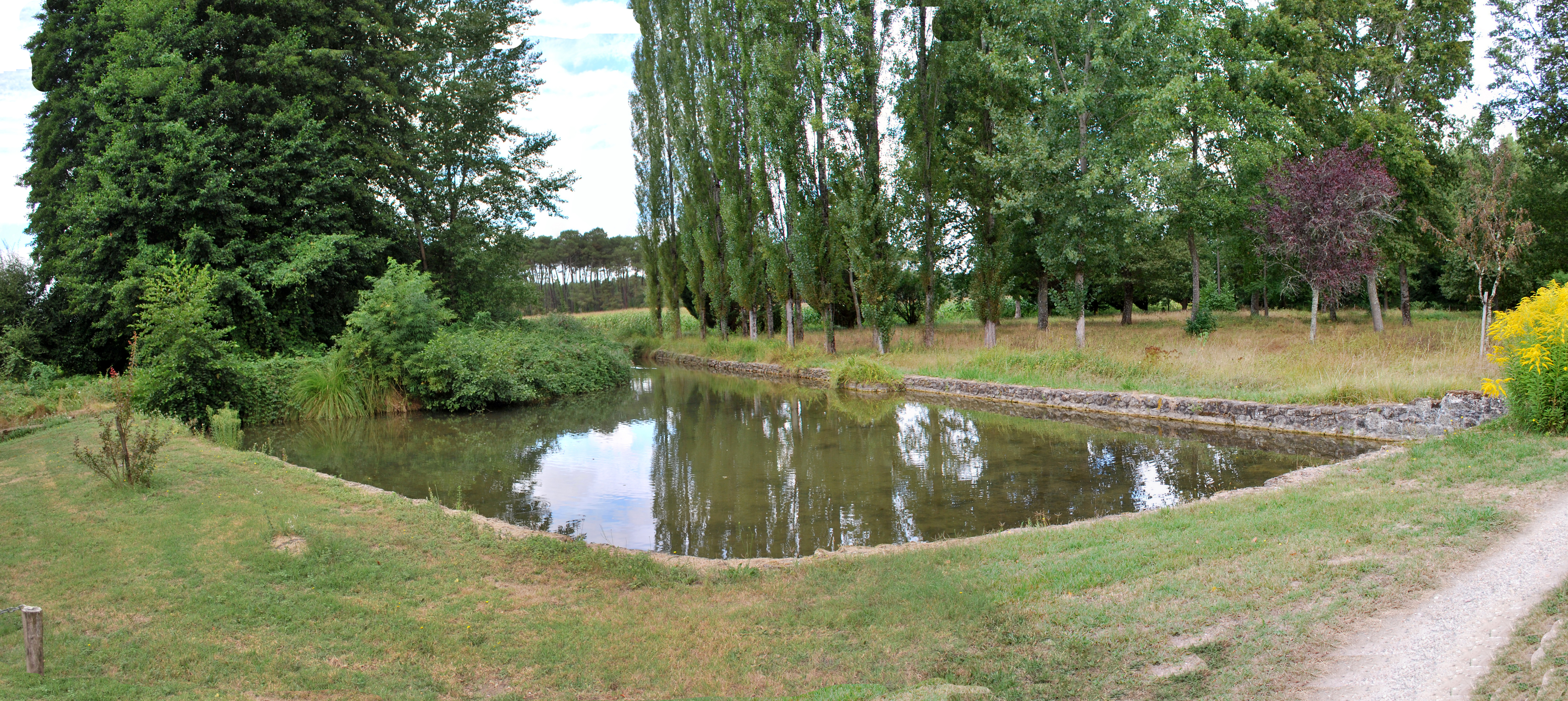
Retenue du moulin.

Le moulin du Batan est le seul rescapé de hameau qui se trouvait près des sources de Fontbanne. Le moulin de Fontbanne et quelques habitations datant du XIIe siècle furent détruits avec la construction de l'usine de traitement des eaux des sources (Voir l'article : Aqueduc de Budos). Il a été conservé grâce à une restauration récente et est maintenant une habitation privée.
Il a même conservé sa petite retenue d'eau alimentée par ce qui reste du Pesquey. Lequel Pesquey, aussitôt passé sous le bâtiment, est détourné par le canal de l'Eau Belle.
Quelles étaient les activités exercées dans ces moulins ?
- Le moulin de Fontbanne écrasait des céréales.

Le moulin du Batan connut une carrière beaucoup plus diversifiée. Il connut au fil du temps plusieurs vocations successives.
- Au XVIIIe siècle, c'était un atelier de foulon qui fabriquait du droguet.

Le foulon était un atelier de feutrage. On lui apportait de la laine de mouton brute, c'est-à-dire non désuintée. Cette laine était étalée et répartie en une couche homogène sur une surface plane, puis abondamment arrosée. Elle était ensuite longuement pilonnée par des maillets de bois actionnés par la force du moulin qui les faisait lever et retomber lourdement par le jeu d'un dispositif excentrique. L'opération se poursuivait jusqu'à ce que l'on obtienne un complet feutrage de la laine dont toute l'eau avait été expurgée par le pilonnage prolongé. Le tissu de feutre ainsi obtenu s'appelait le droguet. On en faisait des couvertures et de grands manteaux protégeant les cavaliers par temps froid ou temps de pluie. 
Mais, avec le progrès industriel la fabrication locale n'était plus compétitive et la production de Droguet a cessé.
- On se lança ensuite dans la fabrication du papier de chiffon de fabrication artisanale, qui s'obtenait lui aussi par foulage. On n'était pas très loin du procédé de fabrication du droguet. Encore, de grandes papeteries, de mieux en mieux équipées, se mirent à produire industriellement des papiers d'excellente qualité à des prix inférieurs à ceux de la petite usine du Batan.
- Il fallut donc procéder à une nouvelle reconversion et, cette fois-ci, en 1836, dans un domaine radicalement nouveau, celui de la fabrication d'huile de colza. Mais, pour faire l'huile de colza, il fallait du colza et la production environnante était loin de pouvoir maintenir le moulin en activité commerciale.
- La dernière production du moulin fut la fabrication des manches à balais ! Les scieurs de long de la région fournissaient des baguettes de bois de section carrée qui, dans l'usine du moulin, par un système d'engrenages et toupies actionné par la roue du moulin, les restituaient cylindriques. Cette production perdura jusqu'à la fermeture définitive du moulin en 1884 avec l'expropriation pour construire l'aqueduc.

- La chapelle Saint-Pierre

Les ruines de la chapelle Saint-Pierre se trouvent à environ un kilomètre de l'église paroissiale, sur la route départementale D 11, en direction de Balizac. Les quelques maisons situées à peu de distance s'appellent toujours le « quartier Saint-Pierre ».
Ces vestiges sont envahis par la forêt. Ce qui reste des murs, au milieu des pins maritimes, peut mesurer environ une quinzaine de mètres de longueur sans compter l'abside circulaire, dont on retrouve les fondations, et six à sept mètres de la façade.
|  |

La chapelle semble être au moins aussi vieille que l'église. Elle faisait l'objet d'une manifestation ancestrale à Budos. Le curé de la paroisse devait y dire la messe le jour de la fête du saint, les 29 et 30 juin, et la population de Budos et des paroisses voisines s'y rendait en procession le lendemain. Cette assemblée, plutôt profane, fut l'occasion d'abus et, en 1763, le curé, Jacques Dorat, demanda à l’évêque de supprimer cette dévotion. Après maintes péripéties, les célébrations religieuses furent bien supprimées. Mais les Budossais, quant à eux, maintinrent leurs festivités profanes en les transportant dans le bourg du village. Elles s'y sont maintenues jusqu'à nos jours sous forme d'une fête patronale.
La chapelle Saint-Pierre, vendue comme bien national en 1793, devint la propriété de Gilbert Polet, qui entreprit sa démolition et, au début du XIXe siècle, en fit une carrière de pierres. Elle faillit pourtant être restaurée par la volonté d'un Budossais, Nicolas Lacassaigne, qui fit un legs par testament de 3 000 francs en 1842. Mais le curé, l'abbé de Borrit, refusa ce legs et la chapelle tomba définitivement en ruine.
- Le Tuco de la Mothe

Un tumulus en cône tronqué connu sous le nom de « Tuco de la mothe » et qui avait une destination militaire. Diamètre de la base de 40 mètres environ, hauteur prise sur la pente 12 mètres, diamètre du plateau supérieur 10 mètres, fossé entourant la base.
Ce vestige, à l'évidence fait de main d'homme, a souvent été présenté comme les restes d'une butte féodale dont elle présente effectivement certains caractères, mais aussi un certain nombre de singularités qui pourraient lui attribuer une origine nettement plus ancienne. En effet, beaucoup de mottes féodales dans la région était, à l'origine, des forts protohistoriques.
- La glacière du château de Budos

|  |

Situé à environ 300 mètres à l’ouest du château, cet édifice se présente sous la forme d’un cylindre coiffé d’un cône en pierre et couronné d’une boule. Il est percé d'une porte et d'un oculus ovale. À l'intérieur il n'y a qu'une salle aux dimensions réduites, couverte par l'intrados du cône. Les parois sont encore enduites de chaux.
S'il est devenu un temps un abri, avec cheminée, pour les ouvriers agricoles travaillant dans les vignes, sa première fonction est tout autre. En effet, la présence d'un puisard assez important, est un indice permettant de dire que cet édifice était une glacière, la cavité interne permettant de conserver de la glace.
Si son architecture n'a pas d'élément distinctif, elle peut remonter à la deuxième moitié du XVIIe siècle, et fait suite aux aménagements opérés par les La Roque, sur le château et son domaine immédiat.
Les glacières servent à conserver la glace apportée pendant l’hiver et prise sur les rivières et les étangs. Bien conçues, elles permettent de stocker de la glace durant toute l’année.
Les glacières dans la région ne sont pas courantes et celle-ci est encore dans un bel état de conservation.
- Le lavoir du bourg

Le lavoir communal, destiné aux lavandières, est construit sur une source qui le fournit en eau de façon régulière.
Installé dans l’angle de deux murs, il se compose d’un toit à deux pentes reposant sur une charpente en bois elle-même soutenue par des poteaux du même matériau. Le lavoir est restauré et sa toiture refaite au cours du XXe siècle.

## Personnalités liées à la commune
- Raymond Guilhem de Budos († 1363), neveu de Clément V, seigneur de Clermont, Lodève, Budos, Beaumes-de-Venise, Bédoin, Caromb, Entraigues, Loriol et Mormoiron, gouverneur de Bénévent, maréchal de la Cour pontificale et recteur du Comtat Venaissin de 1310 à 1317.

## Budos autrefois

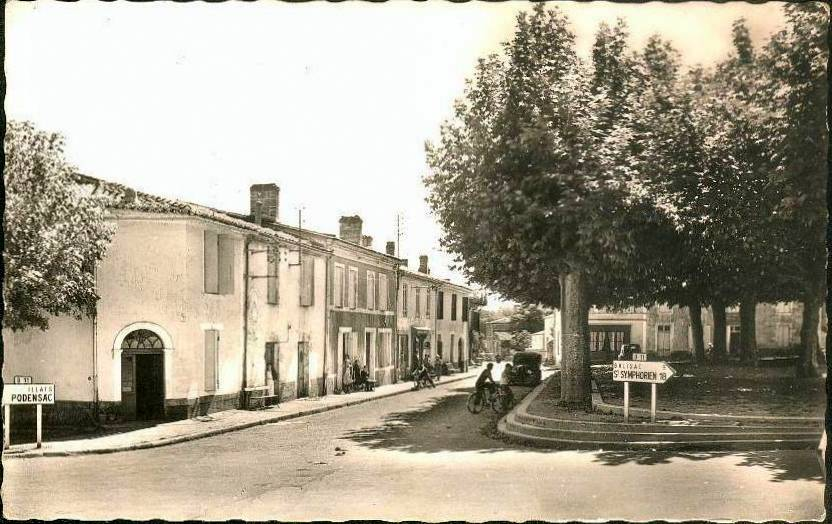
Le bourg
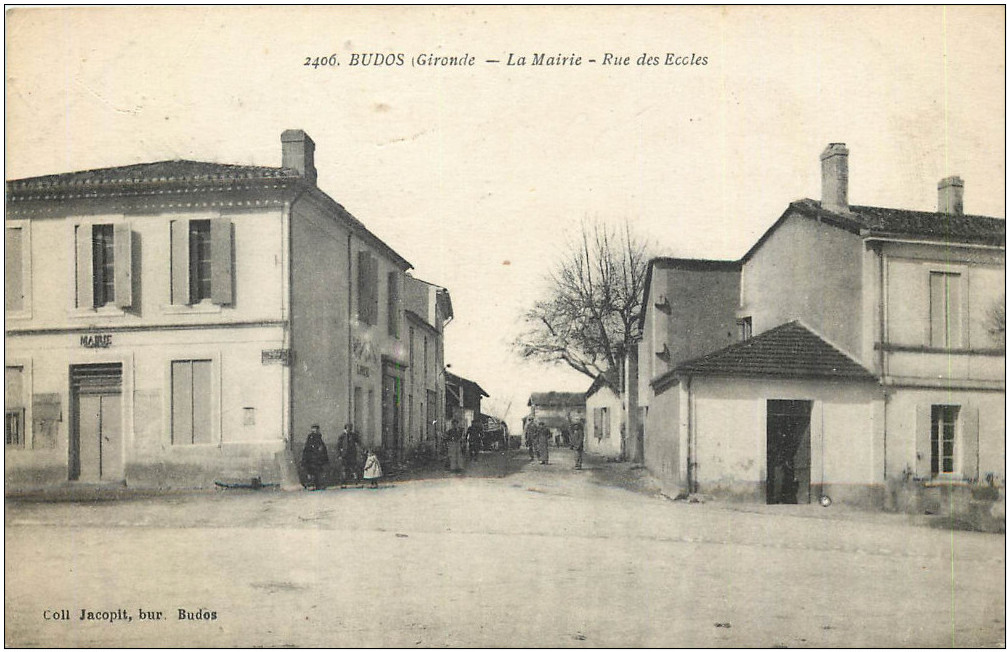
Mairie et écoles
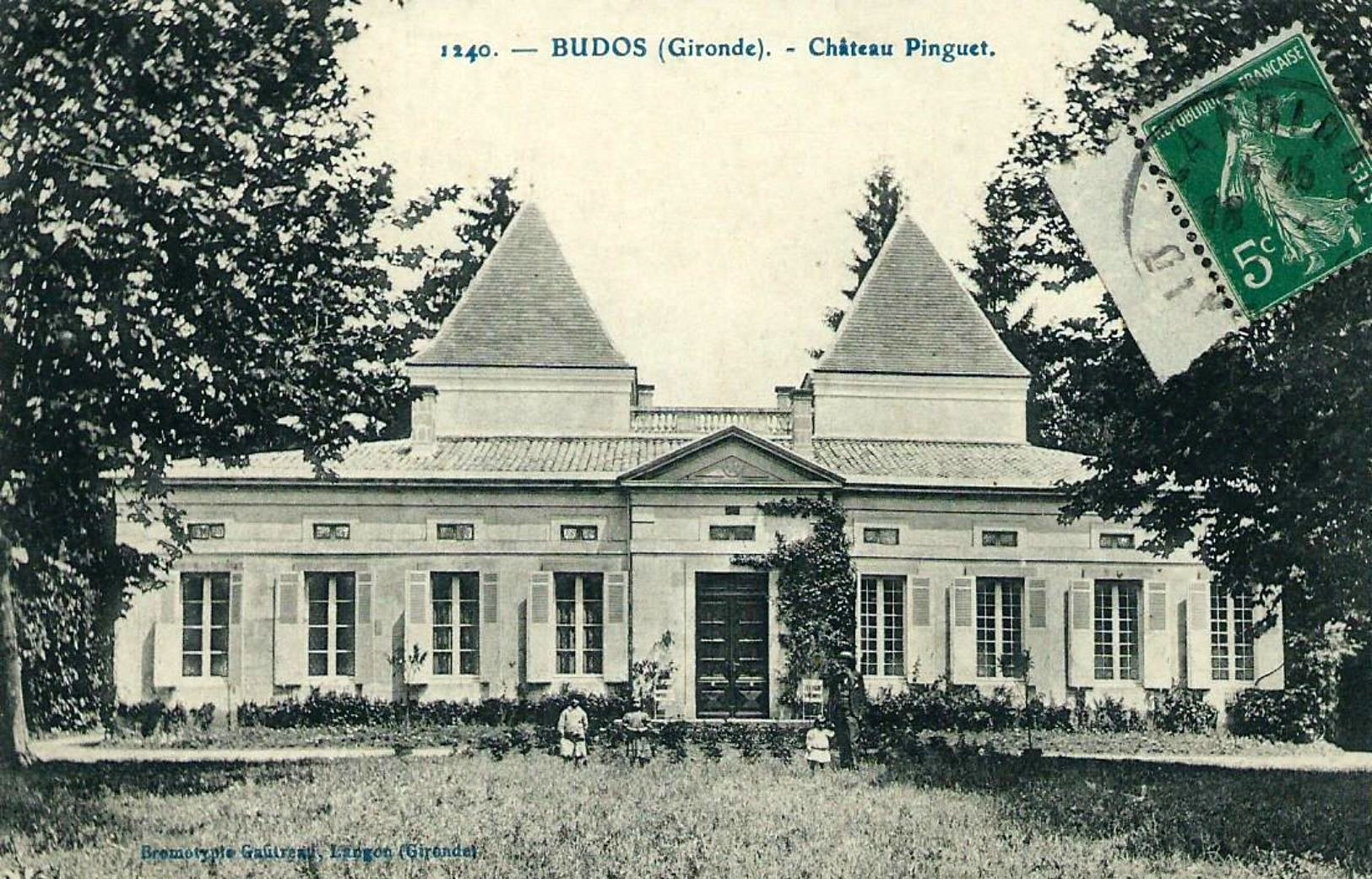
Château Pinguet
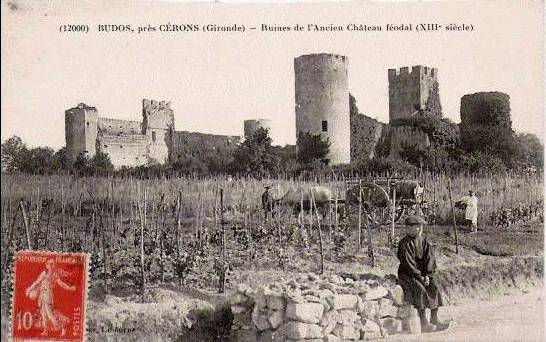
Ruines du château féodal